# أهبون (اسم)
أَهِبُوْن هو اسم علم مذكر من أصل عربي، ومعناه هو المستعد والمتأهب.